# Saint-Nauphary
Saint-Nauphary một thị xã và xã ở tỉnh Tarn-et-Garonne trong vùng Tarn-et-Garonne, Pháp.